# Teleguín
Teleguín - Телегин (rus) - és un khútor del krai de Krasnodar, a Rússia. Es troba al delta del riu Kuban. És a 10 km al sud de Poltàvskaia i a 66 km al nord-oest de Krasnodar. Pertany al khútor de Trudobelikovski.